# Arda Turan
Arda Turan (sinh ngày 30 tháng 1 năm 1987) là một huấn luyện viên bóng đá người Thổ Nhĩ Kỳ và cựu cầu thủ chuyên nghiệp chơi ở vị trí tiền vệ cánh. Hiện tại, Arda Turan đang dẫn dắt đội bóng Eyüpspor. Nổi bật với kỹ năng xử lý bóng điêu luyện, rê dắt khéo léo cùng tầm nhìn chiến thuật ấn tượng, Turan đã được tin tưởng trao cho chiếc băng đội trưởng Galatasaray khi mới 21 tuổi, trước thềm mùa giải 2009-10.
Turan gây ấn tượng với màn trình diễn xuất sắc tại EURO 2008, lọt vào Top 8 "Cầu thủ trẻ xuất sắc nhất thế giới" do tạp chí Don Balón bình chọn. Tiếp tục tỏa sáng, năm 2014, anh được The Guardian vinh danh trong Top 38 "Cầu thủ hay nhất thế giới", là cầu thủ Thổ Nhĩ Kỳ duy nhất góp mặt. Cùng năm, Turan được đề cử vào Đội hình tiêu biểu UEFA, khẳng định tài năng và nhận được sự ghi nhận từ giới chuyên môn và người hâm mộ.
Với thành tích 100 lần ra sân và ghi 17 bàn cho đội tuyển quốc gia Thổ Nhĩ Kỳ, Turan hiện đang đứng thứ 5 trong danh sách các cầu thủ khoác áo đội tuyển quốc gia nhiều nhất trong lịch sử bóng đá Thổ Nhĩ Kỳ.

## Sự nghiệp thi đấu câu lạc bộ

### Galatasaray
Arda khởi đầu sự nghiệp bằng việc chơi cho đội trẻ của Altıntepsi Makelspor và Galatasaray PAF. Mùa giải 2004/2005, anh được gọi vào đội hình chính của Galatasaray và có trận đầu tiên cho câu lạc bộ này tại cúp quốc gia Thổ Nhĩ Kỳ gặp Bursaspor. Đến giữa mùa giải 2005/06, anh được đem cho Vestel Manisaspor mượn để được thi đấu nhiều hơn. Huấn luyện viên Ersun Yanal đã cho anh được ra sân trong đội hình chính thức và trong 15 lần ra sân cho Manisaspor anh đã ghi 2 bàn. Trong trận thắng 5-3 của Manisaspor trước Fenerbahce tại Turkish Super League, anh đã có 3 đường chuyền thành bàn.
Arda Turan trở về Galatasaray vào đầu mùa giải 2006/07 và anh có 1 màn trình diễn ấn tượng trong trận gặp Mladá Boleslav tại vòng sơ loại thứ 3 UEFA Champion League bằng việc ghi 2 bàn. Arda Turan ngày càng nổi tiếng nhờ những đường chuyền chính xác, tốc độ và khả năng kiến thiết bàn thắng.
Arda có hat-trick đầu tiên cho Galatasaray trong trận gặp Sivasspor vào ngày 4 tháng 5 năm 2008. Nửa cuối mùa giải 2007-08, anh ghi được 7 bàn thắng. Trước phong độ ấn tượng trên, câu lạc bộ tại Premier League, Newcastle United đã đề nghị chuyển nhượng Arda với giá 9 triệu £, nhưng chủ tịch câu lạc bộ Galatasaray đã từ chối.
Khi mùa giải 2009-10 bắt đầu, Arda đã được trao chiếc băng đội trưởng của Galatasaray, cùng với chiếc áo số 10, số áo trước đây thuộc về Metin Oktay và Gheorghe Hagi. Số áo cũ của anh là 66.

### Atlético Madrid

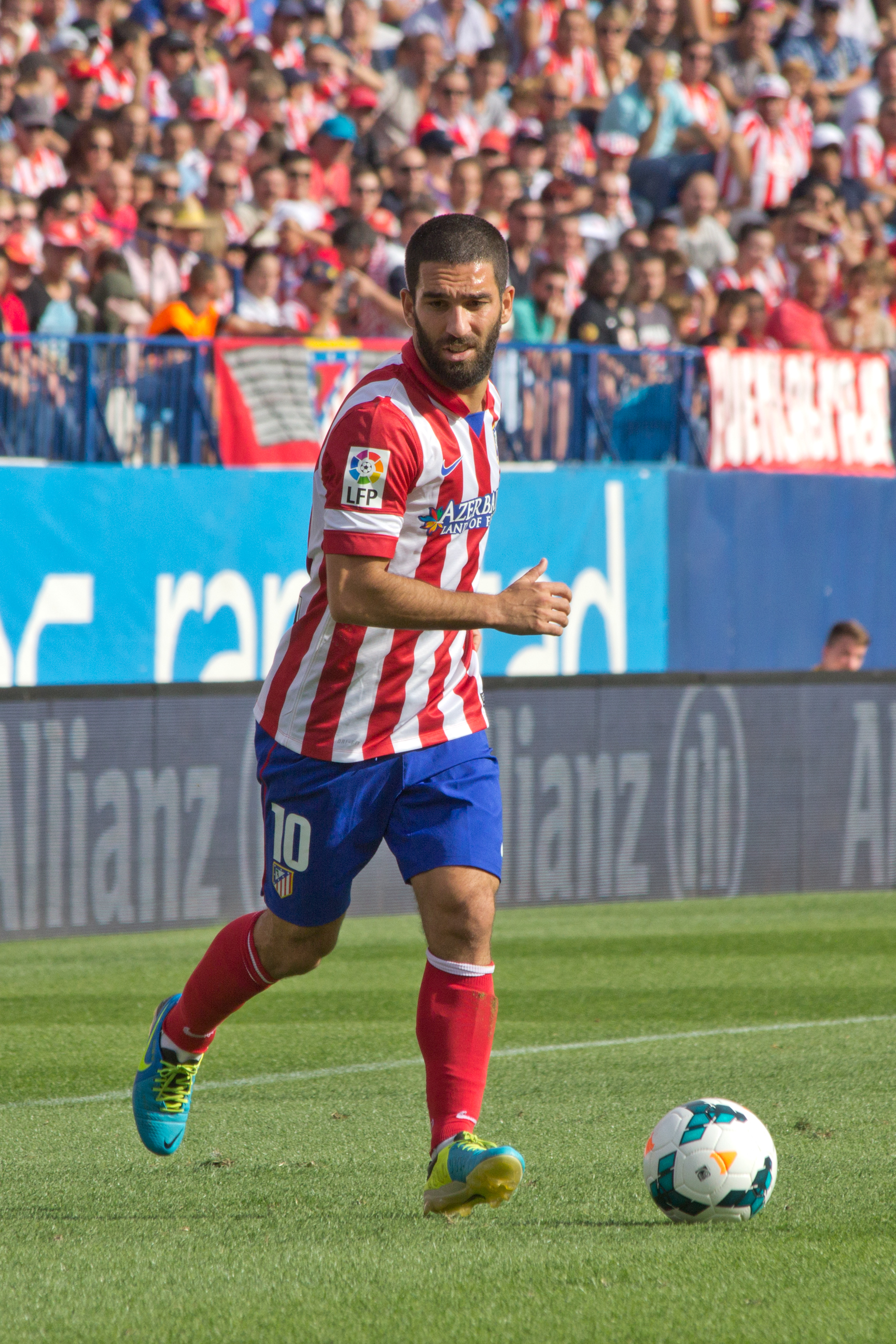
Turan chơi cho Atlético Madrid năm 2013

Ngày 9 tháng 8 năm 2011, Arda Turan chuyển đến Atlético Madrid với mức phí 12 triệu euro kèm tiền thưởng. Đây là một bản hợp đồng lịch sử, đưa Turan trở thành cầu thủ Thổ Nhĩ Kỳ đắt giá nhất mọi thời đại. Vào ngày 25 tháng 10, Chủ tịch Galatasaray, Ünal Aysal, khẳng định Arda Turan sẽ trở lại đội bóng trong tương lai. Thỏa thuận mua ưu tiên giữa Galatasaray và Atletico Madrid tạo điều kiện cho sự trở lại này. Ngày 30 tháng 11, Arda Turan ghi dấu ấn đầu tiên cho Atletico Madrid bằng một cú vô lê đầy uy lực trong trận đấu Europa League gặp Celtic. Đây là bàn thắng mở đầu cho chuỗi thành tích ấn tượng của anh trong màu áo Atletico.
Vào ngày 22 tháng 4 năm 2012, Arda Turan đã có màn trình diễn ấn tượng khi ghi hai bàn thắng chỉ trong vòng hai phút trong trận đấu Atletico Madrid gặp Espanyol. Chiến thắng 3-1 này giúp Atletico vươn lên vị trí thứ bảy trên bảng xếp hạng La Liga, chỉ kém Malaga 3 điểm trong cuộc đua giành vị trí cuối cùng tham dự Champions League. Tiếp nối phong độ thăng hoa, Turan tiếp tục tỏa sáng trong trận chung kết UEFA Europa League 2012 gặp Athletic Bilbao. Anh thực hiện một pha kiến tạo đẹp mắt cho đồng đội Radamel Falcao, nâng tỷ số lên 2-0. Chung cuộc, Atletico Madrid giành chiến thắng 3-0 và lên ngôi vô địch Europa League.
Trước thềm mùa giải 2012–13, số áo của Arda Turan được đổi từ 11 sang 10. Ngay trong trận mở màn La Liga, anh đã tỏa sáng với bàn gỡ hòa từ cú sút xa đẹp mắt trong trận hòa 1-1 với Levante. Không dừng lại ở đó, Turan cùng Atlético Madrid tiếp tục gặt hái thành công khi giành Siêu cúp châu Âu 2012 sau chiến thắng 4-1 trước Chelsea, đội vô địch Champions League. Trong trận đấu này, Turan góp công lớn với pha kiến tạo cho đồng đội Falcao ghi bàn thắng thứ ba. Ngày 16 tháng 9 năm 2012, anh ghi bàn thắng thứ ba trong trận thắng 4-3 trước Rayo Vallecano trên sân nhà. Tiếp nối phong độ ấn tượng, anh trở thành nhân tố chủ chốt trong chiến thắng của Atlético trong hai trận đầu tiên tại Champions League 2013-2014 trước Zenit Saint Petersburg và Porto, ghi một bàn thắng trong mỗi trận. Ngày 30 tháng 4 năm 2014, anh ghi bàn thắng cuối cùng trong chiến thắng 3-1 trên sân khách trước Chelsea ở bán kết Champions League, đưa Atlético vào chung kết lần đầu tiên kể từ năm 1974.
Turan vào sân từ ghế dự bị ở phút thứ 60, chỉ 16 phút sau, anh ghi bàn thắng quyết định vào phút thứ 76, giúp Atlético giành chiến thắng 2-1 đầy kịch tính trước kình địch cùng thành phố Real Madrid vào ngày 13 tháng 9 năm 2014. Huấn luyện viên Diego Simeone của Atlético đã không tiếc lời ca ngợi tác động của Turan lên lối chơi của đội bóng sau trận đấu. Ngày 1 tháng 10 năm 2014, anh ghi bàn thắng duy nhất giúp Atlético chiến thắng 1-0 trước Juventus tại vòng bảng Champions League. Tuy nhiên, vào ngày 28 tháng 1 năm 2015, Turan có hành động thiếu kiềm chế khi ném giày về phía trọng tài biên trong trận tứ kết Copa del Rey gặp Barcelona. Mặc dù không bị cấm thi đấu, nhưng Atlético vẫn bị loại khỏi giải đấu với tổng tỷ số thua 2-4. Ngày 22 tháng 4, Turan tiếp tục nhận thẻ đỏ trực tiếp trong trận thua 0-1 trước Real Madrid tại tứ kết Champions League, góp phần khiến đội bóng bị loại khỏi giải đấu.

### Barcelona
Ngày 6 tháng 7 năm 2015 đánh dấu một sự kiện quan trọng trong lịch sử chuyển nhượng của Barcelona khi họ chính thức chiêu mộ thành công Arda Turan từ Atlético Madrid với mức phí 34 triệu euro cộng thêm 7 triệu euro phụ phí. Hợp đồng giữa Turan và Barcelona có thời hạn 5 năm, tuy nhiên, do lệnh cấm chuyển nhượng mà Barcelona phải chịu, anh chỉ có thể ra mắt chính thức cho đội bóng vào tháng 1 năm 2016. Ngày 29 tháng 12 năm 2015, Turan đã chọn số áo 7 cho mình tại Barcelona. Anh chính thức ra mắt đội bóng vào ngày 6 tháng 1 năm 2016 trong trận Siêu kinh điển Barcelona gặp Espanyol tại lượt đi vòng 16 Cúp Nhà Vua, trận đấu mà Barcelona giành chiến thắng 4-1. Dù không ghi bàn trong trận này, anh đã có một pha dứt điểm đáng chú ý bị thủ môn Espanyol cản phá. Trận đấu chính thức đầu tiên của Turan tại La Liga diễn ra vào ngày 9 tháng 1 năm 2016, gặp Granada trên sân nhà. Barcelona giành chiến thắng 4-0, với pha kiến tạo của Turan cho bàn thắng mở đầu của Lionel Messi. Ngày 17 tháng 8 năm 2016, Turan tỏa sáng với cú đúp bàn thắng, cùng với một bàn của Messi, giúp Barcelona giành chiến thắng 3-0 trước Sevilla trong trận lượt về Siêu cúp Tây Ban Nha, qua đó đăng quang với tổng tỷ số 5-0.
Vào ngày 7 tháng 12 năm 2016, Arda Turan đã ghi hat-trick đầu tiên cho Barcelona trong trận đấu vòng bảng Champions League gặp Borussia Mönchengladbach. Thành tích này giúp anh trở thành cầu thủ thứ 6 trong lịch sử Barca ghi được hat-trick tại giải đấu danh giá này, sau những tên tuổi lừng lẫy như Messi, Ronaldinho, Rivaldo, Samuel Eto'o và Neymar. Đây cũng là lần đầu tiên Turan lập hat-trick ở các giải đấu châu Âu.

### İstanbul Başakşehir (mượn)
Sau mùa giải 2017-18 không được ra sân thi đấu cho Barcelona, Arda Turan được cho mượn đến câu lạc bộ İstanbul Başakşehir của Thổ Nhĩ Kỳ trong kỳ chuyển nhượng mùa đông. Hợp đồng cho mượn có thời hạn đến hết mùa giải 2017-18 và hai mùa giải tiếp theo. Trận ra mắt của Turan cho Başakşehir diễn ra vào ngày 21 tháng 1 năm 2018 trong khuôn khổ giải vô địch Quốc gia Thổ Nhĩ Kỳ. Vào sân từ phút thứ 65, anh đã ghi một bàn thắng góp phần vào chiến thắng 3-0 trước Bursaspor trên sân khách. Tuy nhiên, chỉ sau đó vài tháng, vào ngày 4 tháng 5 năm 2018, Turan đã bị đuổi khỏi sân trong trận đấu với Sivasspor vì có hành động xô đẩy trọng tài biên sau khi không đồng ý với quyết định của ông. Hành động này đã dẫn đến án phạt kỷ luật nặng nề nhất lịch sử bóng đá Thổ Nhĩ Kỳ dành cho một cầu thủ với 16 trận treo giò. Mặc dù sau đó án phạt được giảm xuống còn 10 trận, nhưng sự cố này đã ảnh hưởng tiêu cực đến phong độ của Turan. Do những sự cố trên, Başakşehir đã quyết định chấm dứt sớm hợp đồng cho mượn với Turan vào ngày 7 tháng 1 năm 2020, sáu tháng trước khi kết thúc thời hạn hợp đồng ban đầu.

### Trở lại Galatasaray
Vào ngày 5 tháng 8 năm 2020, Galatasaray chính thức ký hợp đồng 2 năm với Arda Turan, đánh dấu sự trở lại của cầu thủ tài năng này sau 8 năm. Tuy nhiên, ngay sau đó, thủ môn Fernando Muslera gặp chấn thương dài hạn, khiến Turan được trao băng đội trưởng của đội bóng. Trận đấu chính thức đầu tiên của Turan trong mùa giải 2020-21 là gặp Gaziantep tại giải Super League vào ngày 12 tháng 9. Tuy nhiên, phong độ của anh không còn ổn định như trước. Mùa giải tiếp theo, Turan chỉ ra sân được 7 trận và không ghi được bàn thắng nào.

### Giải nghệ
Vào ngày 12 tháng 9 năm 2022, Arda Turan đã chính thức thông báo giải nghệ thông qua trang mạng xã hội cá nhân. Anh chia sẻ rằng mình đã "treo giày" sau nhiều năm cống hiến cho sự nghiệp bóng đá. Cùng với thông báo này, Turan còn hợp tác với Libre Channel để thực hiện một video chính thức về việc giải nghệ, nhằm chia sẻ những cảm xúc và hành trình của mình với người hâm mộ.

## Sự nghiệp thi đấu đội tuyển quốc gia
Arda từng thi đấu cho các đội U-19 và U-21 Thổ Nhĩ Kỳ. Anh được gọi vào đội tuyển bóng đá quốc gia Thổ Nhĩ Kỳ từ năm 2006 tuy nhiên bàn thắng đầu tiên của anh cho đội tuyển là vào ngày 25 tháng 5 năm 2008 trong trận đấu giao hữu gặp Uruguay. Nhờ đó và phong độ trong màu áo Galatasaray nên anh được gọi vào đội tuyển Thổ Nhĩ Kỳ tham dự Euro 2008.
Ngày 11 tháng 6, trong trận đấu thứ hai của vòng loại gặp chủ nhà Thụy Sĩ, bàn thắng của anh ở phút 92 đã giúp Thổ Nhĩ Kỳ lội ngược dòng thành công thắng Thụy Sĩ 2-1. Đây cũng là bàn thắng thứ 2 cho đội tuyển của Arda. Với bàn thắng này, anh không chỉ mang về 3 điểm quý giá cho Thổ Nhĩ Kỳ mà còn dành luôn danh hiệu Cầu thủ xuất sắc nhất trận đấu.
Ngày 15 tháng 6, Arda lại 1 lần nữa ghi bàn và lần này đối thủ là Cộng hòa Séc. Bàn thắng của anh ở phút 75 trong hoàn cảnh Thổ Nhĩ Kỳ đang bị dẫn trước 2-0 đã mở màn cho 15 phút thần kì sau đó cho Thổ Nhĩ Kỳ khi họ ghi liên tiếp 2 bàn ngay sau đó đem về chiến thắng 3-2 chung cuộc. Với chiến thắng này, Thổ Nhĩ Kỳ cũng chính thức lọt vào vòng tứ kết và gặp đội đứng đầu bảng B là Croatia.
Trong trận tứ kết giữa Thổ Nhĩ Kỳ và Croatia, 2 đội phải bước vào loạt sút luân lưu khi đã hòa nhau 1-1 sau 120 phút thi đấu. Thổ Nhĩ Kỳ đã giành thắng lợi 3-1 tại loạt sút luân lưu để giành quyền vào bán kết gặp Đức trong đó Arda là người thực hiện thành công quả sút phạt đền đầu tiên. Sau cùng, Thổ Nhĩ Kỳ đã phải dừng bước ở bán kết sau trận thua Đức 3-2.
Sau trận đấu tại vòng loại World Cup 2010 ngày 6 tháng 9 năm 2008 gặp Armenia, 1 trận đấu của 2 quốc gia có nhiều xung đột trong quá khứ, cả Thổ Nhĩ Kỳ và Armenia đều giành được Giải thưởng Fair Play của FIFA năm 2008. Arda cũng trở thành cầu thủ ghi bàn thắng thứ 600 cho đội tuyển Thổ Nhĩ Kỳ trong trận đấu gặp Estonia ngày 5 tháng 9 năm 2009.

## Sự nghiệp Huấn luyện

### Eyüpspor
Ngày 14 tháng 4 năm 2023, Turan chính thức ký hợp đồng 1 năm rưỡi để dẫn dắt câu lạc bộ Eyüpspor thuộc giải hạng nhất Thổ Nhĩ Kỳ. Tuy nhiên, trận ra mắt vào ngày 16 tháng 4 không như mong đợi khi Eyüpspor thất bại 1-0 trước Göztepe. Đáng thất vọng hơn, đội bóng của Turan không có bất kỳ cú sút nào trúng đích trong suốt trận đấu.

## Thống kê sự nghiệp

### Câu lạc bộ
Tính đến 26 tháng 4 năm 2017.
| Câu lạc bộ          | Mùa giải            | Giải đấu | Giải đấu | Giải đấu | Cúp quốc gia | Cúp quốc gia | Cúp quốc gia | Châu Âu | Châu Âu | Châu Âu  | Khác | Khác | Khác     | Tổng cộng | Tổng cộng | Tổng cộng |
| Câu lạc bộ          | Mùa giải            | Trận     | Bàn      | Kiến tạo | Trận         | Bàn          | Kiến tạo     | Trận    | Bàn     | Kiến tạo | Trận | Bàn  | Kiến tạo | Trận      | Bàn       | Kiến tạo  |
| ------------------- | ------------------- | -------- | -------- | -------- | ------------ | ------------ | ------------ | ------- | ------- | -------- | ---- | ---- | -------- | --------- | --------- | --------- |
| Galatasaray         | 2004–05             | 1        | 0        | 0        | 1            | 0            | 0            | 0       | 0       | 0        | —    | —    | —        | 2         | 0         | 0         |
| Galatasaray         | 2006–07             | 29       | 5        | 9        | 3            | 1            | 0            | 7       | 2       | 3        | 0    | 0    | 0        | 39        | 8         | 12        |
| Galatasaray         | 2007–08             | 30       | 7        | 14       | 7            | 0            | 3            | 7       | 1       | 4        | —    | —    | —        | 44        | 8         | 21        |
| Galatasaray         | 2008–09             | 29       | 8        | 9        | 6            | 2            | 1            | 11      | 2       | 4        | 0    | 0    | 0        | 46        | 12        | 14        |
| Galatasaray         | 2009–10             | 29       | 7        | 14       | 6            | 4            | 4            | 12      | 0       | 8        | —    | —    | —        | 47        | 11        | 26        |
| Galatasaray         | 2010–11             | 12       | 2        | 2        | 3            | 1            | 0            | 4       | 3       | 1        | —    | —    | —        | 19        | 6         | 3         |
| Galatasaray         | Tổng cộng           | 130      | 29       | 48       | 26           | 8            | 8            | 41      | 8       | 20       | 0    | 0    | 0        | 197       | 45        | 76        |
| Manisaspor (mượn)   | 2005–06             | 15       | 2        | 2        | 0            | 0            | 0            | —       | —       | —        | —    | —    | —        | 15        | 2         | 2         |
| Manisaspor (mượn)   | Tổng cộng           | 15       | 2        | 2        | 0            | 0            | 0            | —       | —       | —        | —    | —    | —        | 15        | 2         | 2         |
| Atlético Madrid     | 2011–12             | 33       | 3        | 6        | 0            | 0            | 0            | 12      | 2       | 6        | —    | —    | —        | 45        | 5         | 12        |
| Atlético Madrid     | 2012–13             | 32       | 5        | 6        | 7            | 0            | 1            | 2       | 0       | 1        | —    | —    | —        | 41        | 5         | 8         |
| Atlético Madrid     | 2013–14             | 30       | 3        | 4        | 5            | 2            | 0            | 9       | 4       | 1        | 2    | 0    | 1        | 46        | 9         | 6         |
| Atlético Madrid     | 2014–15             | 32       | 2        | 4        | 4            | 0            | 0            | 10      | 1       | 2        | 0    | 0    | 0        | 46        | 3         | 6         |
| Atlético Madrid     | Tổng cộng           | 127      | 13       | 20       | 16           | 2            | 1            | 33      | 7       | 10       | 2    | 0    | 1        | 178       | 22        | 32        |
| Barcelona           | 2015–16             | 18       | 2        | 3        | 4            | 0            | 1            | 3       | 0       | 0        | 0    | 0    | 0        | 25        | 2         | 4         |
| Barcelona           | 2016–17             | 18       | 3        | 5        | 4            | 5            | 4            | 2       | 2       | 0        | 0    | 0    | 0        | 0         | 30        | 13        |
| Barcelona           | Tổng cộng           | 36       | 5        | 9        | 3            | 8            | 4            | 2       | 2       | 55       | 15   |      |          |           |           |           |
| Tổng cộng sự nghiệp | Tổng cộng sự nghiệp | 308      | 49       | 51       | 14           | 81           | 19           | 4       | 2       | 445      | 84   |      |          |           |           |           |

### Đội tuyển quốc gia
Tính đến 6 tháng 10 năm 2017.
| Đội tuyển bóng đá quốc gia Thổ Nhĩ Kỳ | Đội tuyển bóng đá quốc gia Thổ Nhĩ Kỳ | Đội tuyển bóng đá quốc gia Thổ Nhĩ Kỳ |
| Năm                                   | Số lần ra sân                         | Số bàn thắng                          |
| ------------------------------------- | ------------------------------------- | ------------------------------------- |
| 2006                                  | 5                                     | 0                                     |
| 2007                                  | 9                                     | 0                                     |
| 2008                                  | 12                                    | 4                                     |
| 2009                                  | 9                                     | 1                                     |
| 2010                                  | 7                                     | 5                                     |
| 2011                                  | 8                                     | 2                                     |
| 2012                                  | 11                                    | 0                                     |
| 2013                                  | 10                                    | 1                                     |
| 2014                                  | 7                                     | 0                                     |
| 2015                                  | 9                                     | 3                                     |
| 2016                                  | 10                                    | 1                                     |
| 2017                                  | 5                                     | 0                                     |
| Tổng cộng                             | 100                                   | 17                                    |

### Bàn thắng cho đội tuyển quốc gia
| #  | Ngày                 | Địa điểm                                           | Đối thủ              | Bàn thắng | Kết quả | Giải đấu                 |
| -- | -------------------- | -------------------------------------------------- | -------------------- | --------- | ------- | ------------------------ |
| 1  | 25 tháng 5 năm 2008  | Sân vận động Rewirpower, Bochum, Đức               | Uruguay              | 1–0       | 2–3     | Giao hữu                 |
| 2  | 11 tháng 6 năm 2008  | St. Jakob-Park, Basel, Thụy Sĩ                     | Thụy Sĩ              | 2–1       | 2–1     | Euro 2008                |
| 3  | 7 tháng 9 năm 2008   | Sân vận động Genève, Genève, Thụy Sĩ               | Séc                  | 1–2       | 3–2     | Euro 2008                |
| 4  | 11 tháng 10 năm 2008 | Sân vận động BJK İnönü, Istanbul, Thổ Nhĩ Kỳ       | Bosna và Hercegovina | 1–1       | 2–1     | Giao hữu                 |
| 5  | 5 tháng 9 năm 2009   | Sân vận động Kadir Has, Keyseri, Thổ Nhĩ Kỳ        | Estonia              | 3–2       | 4–2     | Vòng loại World Cup 2010 |
| 6  | 22 tháng 5 năm 2010  | Red Bull Arena, Harrison, Hoa Kỳ                   | Séc                  | 1–0       | 2–1     | Giao hữu                 |
| 7  | 29 tháng 5 năm 2010  | Lincoln Financial Field, Philadelphia, Hoa Kỳ      | Hoa Kỳ               | 1–0       | 1–2     | Giao hữu                 |
| 8  | 11 tháng 8 năm 2010  | Sân vận động Şükrü Saracoğlu, Istanbul, Thổ Nhĩ Kỳ | România              | 2–0       | 4–2     | Giao hữu                 |
| 9  | 3 tháng 9 năm 2010   | Astana Arena, Astana, Kazakhstan                   | Kazakhstan           | 1–0       | 3–0     | Vòng loại Euro 2012      |
| 10 | 7 tháng 9 năm 2010   | Sân vận động Şükrü Saracoğlu, Istanbul, Thổ Nhĩ Kỳ | Bỉ                   | 3–2       | 3–2     | Vòng loại Euro 2012      |
| 11 | 29 tháng 3 năm 2011  | Sân vận động Şükrü Saracoğlu, Istanbul, Thổ Nhĩ Kỳ | Áo                   | 2–0       | 2–0     | Vòng loại Euro 2012      |
| 12 | 2 tháng 9 năm 2011   | Türk Telekom Arena, Istanbul, Thổ Nhĩ Kỳ           | Kazakhstan           | 2–1       | 2–1     | Vòng loại Euro 2012      |
| 13 | 6 tháng 9 năm 2013   | Sân vận động Kadir Has, Keyseri, Thổ Nhĩ Kỳ        | Andorra              | 5–0       | 5–0     | Vòng loại World Cup 2014 |
| 14 | 12 tháng 6 năm 2015  | Sân vận động Trung tâm Almaty, Almaty, Kazakhstan  | Kazakhstan           | 1–0       | 1–0     | Vòng loại Euro 2016      |
| 15 | 6 tháng 9 năm 2015   | Torku Arena, Konya, Thổ Nhĩ Kỳ                     | Hà Lan               | 2–0       | 3–0     | Vòng loại Euro 2016      |
| 16 | 13 tháng 11 năm 2015 | Sân vận động Abdullah bin Khalifa, Doha, Qatar     | Qatar                | 1–1       | 2–1     | Giao hữu                 |
| 17 | 29 tháng 3 năm 2016  | Sân vận động Ernst Happel, Viên, Áo                | Áo                   | 2–1       | 2–1     | Giao hữu                 |

## Danh hiệu

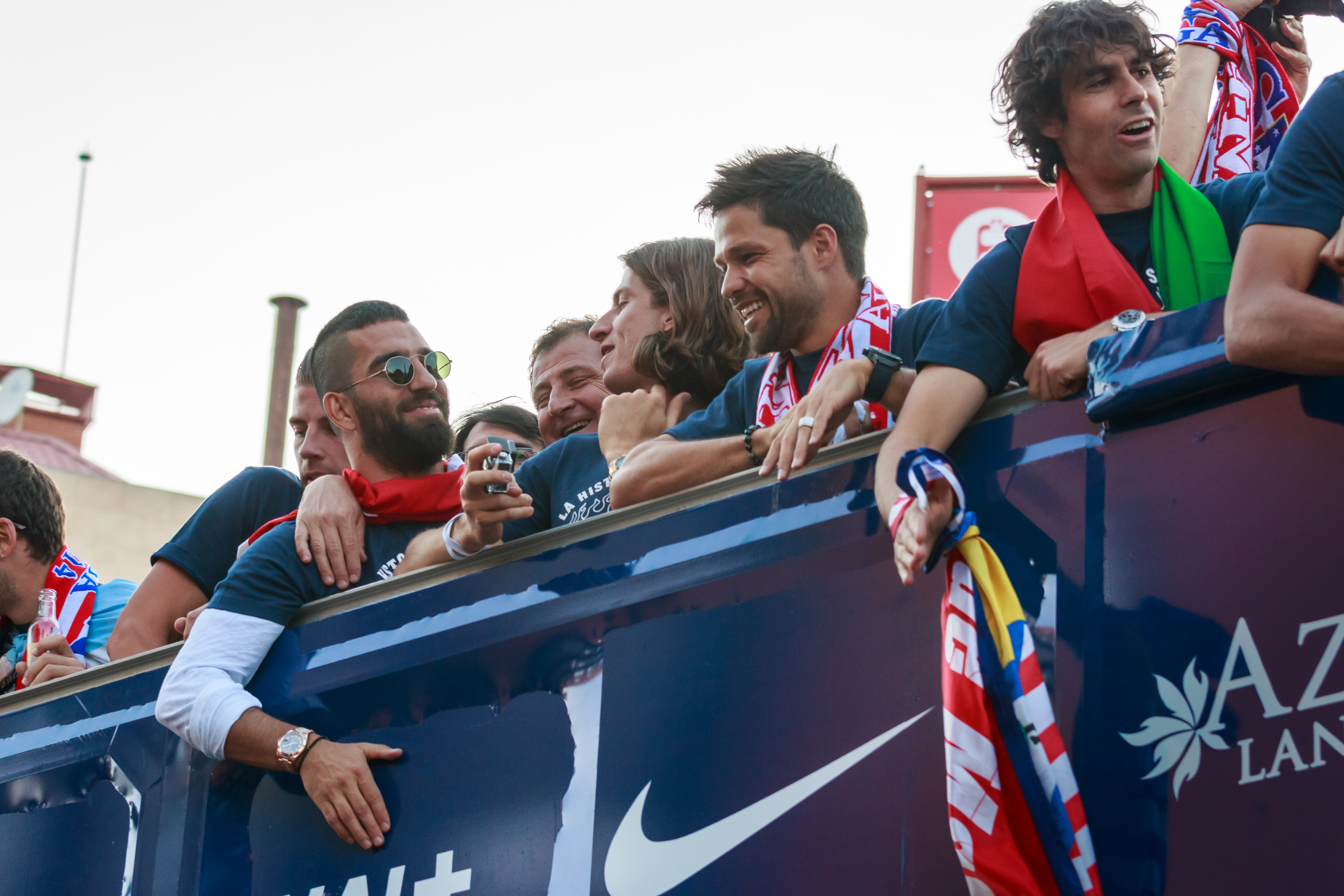
Turan (đeo kính râm) cùng Atlético vô địch La Liga năm 2014.

### Câu lạc bộ

#### Galatasaray
- Süper Lig: 2007–08[61]

#### Atlético Madrid
- La Liga: 2013–14
- Copa del Rey: 2012–13
- Supercopa de España: 2014
- UEFA Europa League: 2011–12
- UEFA Super Cup: 2012

#### Barcelona
- La Liga: 2015–16
- Copa del Rey: 2015–16, 2016–17
- Supercopa de España: 2016

### Quốc tế
- Hạng ba UEFA Euro 2008

### Cá nhân
- Cầu thủ xuất sắc nhất trận đấu Thổ Nhĩ Kỳ - Thuỵ Sĩ tại Euro 2008